# Wanshuina lii
Wanshuina lii — викопний вид журавлеподібних птахів родини пастушкових (Rallidae), що існував у палеоцені в Східній Азії.

## Скам'янілості
Викопні рештки птаха знайдені у відкладеннях формації Доуму у провінції Ґуйчжоу на півдні Китаю. Було виявлено декілька фрагментів кісток кінцівок.